# Sagephora steropastis
Sagephora steropastis är en fjärilsart som beskrevs av Edward Meyrick 1891. Sagephora steropastis ingår i släktet Sagephora och familjen äkta malar. Inga underarter finns listade.